# Marvin Martin
Marvin Martin (ur. 10 stycznia 1988 w Paryżu) – francuski piłkarz grający na pozycji pomocnika. Były reprezentant Francji.

## Kariera klubowa
Marvin Martin wychowywał się w Paryżu. Jego pierwszym klubem był Club Athlétique Paryż. Później trafił do Montrouge FC 92, by dalej się rozwijać. W wieku 15 lat trafił do szkółki FC Sochaux-Montbéliard. Latem 2008 podpisał swój pierwszy zawodowy kontrakt i trafił do pierwszego zespołu. 30 sierpnia 2008 zadebiutował w Ligue 1 w meczu przeciwko Olympique Marsylia wchodząc na boisko w 68. minucie spotkania.
13 maja 2009 strzelił swoją pierwszą bramkę w Ligue 1 na Stade Auguste Bonal pokonując bramkarza AS Monaco.
W styczniu 2011 został wybrany piłkarzem miesiąca Ligue 1. Sezon 2010/2011 zakończył z 17 asystami na koncie. W czerwcu 2012 roku za 10 milionów euro przeszedł do Lille OSC.
| Sezon   | Klub             | Kraj    | Rozgrywki | Mecze | Bramki | Rozgrywki Europy   | Mecze | Bramki |
| ------- | ---------------- | ------- | --------- | ----- | ------ | ------------------ | ----- | ------ |
| 2008/09 | FC Sochaux       | Francja | Ligue 1   | 27    | 1      | –                  | –     | –      |
| 2009/10 | FC Sochaux       | Francja | Ligue 1   | 36    | 2      | –                  | –     | –      |
| 2010/11 | FC Sochaux       | Francja | Ligue 1   | 37    | 3      | –                  | –     | –      |
| 2011/12 | FC Sochaux       | Francja | Ligue 1   | 33    | 2      | Liga Europy UEFA   | 2     | 0      |
| 2012/13 | Lille OSC        | Francja | Ligue 1   | 32    | 0      | Liga Mistrzów UEFA | 7     | 0      |
| 2013/14 | Lille OSC        | Francja | Ligue 1   | 20    | 0      | –                  | –     | –      |
| 2014/15 | Lille OSC        | Francja | Ligue 1   | 6     | 0      | Liga Europy UEFA   | 2     | 0      |
| 2015/16 | Lille OSC        | Francja | Ligue 1   | 12    | 0      | –                  | –     | –      |
| 2016/17 | Dijon FCO (wyp.) | Francja | Ligue 1   | 12    | 0      | –                  | –     | –      |
| 2017/18 | Lille OSC        | Francja | Ligue 1   | 0     | 0      | –                  | –     | –      |

Stan na: 1 sierpnia 2017 r.

## Reprezentacja Francji
19 listopada 2008 zadebiutował w młodzieżowej reprezentacji Francji w meczu przeciwko Danii.
26 maja 2011 otrzymał swoje pierwsze powołanie do seniorskiej reprezentacji Francji w wyniki absencji Lassany Diarry i Yoanna Gourcuffa. Zadebiutował w niej 6 czerwca 2011 podczas zwycięskiego meczu 4-1 z Ukrainą. Wszedł na boisko w 76. minucie zmieniając Yohana Cabaye w stanie 1-1. W końcówce meczu strzelił dwa gole. Tym samym został czwartym piłkarzem w reprezentacji, który strzelił w debiucie dwa gole (wcześniej uczynili to tylko Jean Vincent, Zinédine Zidane i Bafétimbi Gomis).

## Sukcesy
- Zdobywca Pucharu Francji (1 raz): 2006/2007
- Zdobywca Pucharu Ligi Francuskiej (1 raz): 2003/2004